# Amando de la Rocha
Amando de la Rocha, capitán segundo de caballería a las órdenes del Gral. Ramón F. Iturbe, participó en numerosos combates contra huertistas, orozquistas, villistas y zapatistas.
Fue miembro de una auténtica familia revolucionaria, primo de Mateo y Clara de la Rocha, hijos del famoso general Herculano de la Rocha. Además de que su propio padre, Arnoldo de la Rocha, fue jefe de armas y se unió a Carranza, jefaturando el grupo combatiente en que militó su hijo.
Amando vivía con sus padres en Atascadero, Chihuahua, a donde llegó en plena campaña don Venustiano Carranza, invitando a Arnoldo que era jefe de armas, con su residencia en Guadalupe y Calvo, a reclutar gente y sumarse a la lucha contra el villismo. Mucha gente se sumó a esa lucha, acompañaron a don Venustiano por la sierra, a caballo, hasta llegar a Navojoa, Sonora, en donde tomó el tren para regresar a México. 
Su comienzo en la carrera de armas se dio en junio de 1911 al participar en el ataque y la toma de Guadalupe y Calvo. Años más tarde participó, bajo las órdenes de su padre, en el combate de Topolobampo contra las fuerzas federales, y en septiembre en Los Mochis también contra las tropas huertistas.

## Vida
Amando nació a una familia acaudalada que se dedicó a la minería por muchos años. Sus padres fueron Arnoldo de la Rocha y Delfina Bon. 
Amando De la Rocha se casó en la Catedral de Culiacán el 14 de octubre de 1914 con Carmen Aceves, hija de una familia prominente de la región que contaban con varios negocios, así como con diversas propiedades en San Agustín y Culiacán. Asistieron a la boda personalidades importantes de la época como Lupita Fabela (ahijada del gobernador Francisco Cañedo), Enrique Roiz, un comerciante de Culiacán y Carmen de Blancarte, esposa de Pedro Blancarte.
El matrimonio produjo muchos hijos, nueve en total, de los cuales únicamente de 6 se tiene registro: Laura, Delfina, Federico, Amando, Clemencia y Eduardo de la Rocha.